# Paul Curran (Radsportler)
Paul Curran (* 15. Januar 1961 in Thornaby) ist ein ehemaliger britischer Radrennfahrer und nationaler Meister im Radsport.

## Sportliche Laufbahn
Erste Erfolge hatte Curran 1978, als bei den britischen Meisterschaften der Junioren auf der Bahn zwei Medaillen gewann. In den folgenden Jahren gewann er vor allem Kriterien und Einzelzeitfahren auf der Insel. 1981 gewann er seinen ersten britischen Titel im Zweier-Mannschaftsfahren, den er 1982 (mit Hugh Cameron) verteidigen konnte (beide siegten auch 1983 und 1984), zudem wurde er Meister im Punktefahren. Ein Jahr später (wie auch 1984 und 1985, 1987 und 1988) gewann er auch den Titel in der Mannschaftsverfolgung. Curran startete mehrfach bei den UCI-Bahn-Weltmeisterschaften im Punktefahren.
1984 nahm er an den Olympischen Sommerspielen in Los Angeles an der Mannschaftsverfolgung und im Punktefahren teil. 1985 stellten sich auch größere Erfolge auf der Straße ein; er gewann das Rennen Isle of Man International (auch Manx International) (wie auch 1988), die Tour de Normandie und einige weitere britische Rennen. 1985 siegte er auch im Eintagesrennen Grafton to Inverell Cycle Classic in Australien. 
Im folgenden Jahr siegte er sowohl im Einzelrennen als auch im Mannschaftszeitfahren bei den Commonwealth Games in Edinburgh und in der Rundfahrt Circuit des Mines in Frankreich. 1987 gewann er die britischen Meisterschaften im Straßenrennen und im Bergzeitfahren, die Tour of the Cotswolds sowie den Grand Prix of Essex (wie auch 1988). 1986 bis 1988 und 1991 gewann er das Eintagesrennen Lincoln Grand Prix. Der britische Verband nominierte ihn für die Olympischen Sommerspiele in Seoul, dort wurde er 36. im olympischen Straßenrennen. 1989 (er war inzwischen Berufsfahrer geworden) gewann er mit der Meisterschaft im Kriterium einen weiteren nationalen Titel. 1991 wurde er nach Auflösung seines Profi-Teams wieder Amateur. 1993 gewann er die britische Meisterschaft im Steherrennen und konnte diesen Titel bis 1996 verteidigen. 1994 siegte er im Eintagesrennen Archer Grand Prix. 1994 war er Teilnehmer der UCI-Bahn-Weltmeisterschaften im Steherrennen. Er fuhr auch Steherrennen im Rahmen des Sechstagerennens in Dortmund und betrachtete diese Rennen später als eine seiner schönsten Erinnerungen an den Radsport. Als seinen schönsten Erfolg nannte er später den dritten Platz bei der Tour du Hainaut Occidental 1987 hinter Mario Kummer und Olaf Ludwig, weil er in diesem Rennen mit den Stars aus der DDR mithalten konnte. 1996 beendete er nach einem schweren Sturz seine Laufbahn, nachdem er im Mannschaftszeitfahren einen weiteren britischen Titel gewonnen hatte.

## Berufliches
Nach seiner Karriere gründete Curran eine eigene Fahrradfirma, in der er eigene Konstruktionen entwickelte.